# Асува
Асува е конфедерация (или лига) от 22 древни анадолски държави, които съществуват известно време преди 1400 г. пр.н.е., докато е победена от хетската империя, при Тудхалия I. Лигата е сформирана, за да се противопостави на хетите. Държава-наследник в този регион съществува под името Арзава. Историкът Босерт предполага, че от Асува може да е произходът на името Азия (което е използвано първоначално само по отношение на Мала Азия).
Съвременните учени често намират Асува само в северозападния ъгъл на Анадола, район с център на север или северозапад от бъдещата Арзава. Това прави проблематично включването на Кария, Лука и/или Ликия, тъй като те са много ясно разположени в югозападна Анадола. Включването им би означавало, че Асува включва райони както на север, така и на юг от Арзава. Конфедеративната структура на Асува обаче може да е включвала държави в две или повече географски отделни, несъседни области, между които липсва обща сухопътна граница.
В повечето случаи отделните щати не се споменават (или много рядко) в малкото налични източници. Каркия обаче обикновено се идентифицира с Кария, Таруиса – с полуостров Троас (Троада), и Вилусия – с Вилуса, което очевидно е име на града, известен на древните гърци като Троя (или Илиос). Историческата Ликия и/или Лука често се идентифицират с Варсия или Луга. Например в Омировата „Илиада“ се посочват две отделни области като Ликия: Сарпедон е водач на „далечна Ликия“, а Пандар е лидер на ликийци от планината Ида.
Конфедерацията се споменава само във фрагментарните таблети на Ларош. Тъй като се знае, че Тудхалия IV има проблеми на границата между 1250 и 1200 г. пр.н.е. и тъй като текстът изброява бунтовническите народи по същия начин, както и Рамзес II, датирането на този текст е първият консенсус. Това се появява отново в цялата по-късна литература при падането на хетската империя и от време на време до днес. Но оттогава консенсусът стига до асоциирането на Асува с по-ранен Тудхалия, което означава преди Шупилулиума I или преди 1350 г. пр.н.е.
Редица фрагментарни хетски записи показват, че антихитският бунт на Асувската лига получава известна подкрепа от Микенска Гърция. Описанието в Илиада на военната техника на Аякс Велики, Херакъл и Троя преди Троянската война, и делата на Белерофонт в Анадола може да са вдъхновени от микенските воини, участвали в това въстание.